# Venas del ala de la nariz
Las venas del ala de la nariz (TA: venae nasales externae) son pequeñas ramas venosas que suben por la nariz y desembocan en las venas angular y facial.